# Ото Льови
Ото Льови (на немски: Otto Loewi) е роден в Германия фармаколог и психобиолог, който открива ролята на ацетилхолина като ендогенен невротрансмитер.
За откритието си е удостоен с Нобелова награда за физиология или медицина през 1936 г., която споделя със сър Хенри Дейл – негов дългогодишен приятел, вдъхновил експеримента с невротрансмитерите. Льови се запознава с Дейл през 1902 г., когато прекарва няколко месеца в лабораторията на Ърнест Старлинг в Университетски колеж Лондон.

## Биография
Льови е роден в еврейско семейство във Франкфурт на Майн, Германия на 3 юни 1873 г. Заминава да учи медицина в Университета на Страсбург, Германия (част от днешна Франция) през 1891 г., където посещава курсовете на известните професори Густав Швалбе, Освалд Шмидеберг и Бернхард Наунин и други. Получава докторска степен по медицина през 1896 г. Льови е и член на братството Burschenschaft Germania Strassburg.
Впоследствие Льови работи с Мартин Фройнд в Гьоте университет във Франкфурт и с Франц Хофмайстер в Страсбург. От 1897 до 1898 г. е асистент на Карл фон Ноорден, практикуващ лекар в Градската болница във Франкфурт. Скоро обаче, след като вижда високата смъртност в множество случаи на твърде напреднала туберкулоза и пневмония, останали без никакво лечение поради липса на терапия, Льови се отказва от намерението си да стане практикуващ лекар и вместо това се насочва към провеждането на изследвания в областта на основните медицински науки, по-специално фармакологията. През 1898 г. той става асистент на професор Ханс Хорст Майер, известен фармаколог в Марбургския университет . През първите му години в Марбург проучванията на Льови са в областта на метаболизма. В резултат на работата му върху действието на флоризин – глюкозид, провокиращ гликозурия – и друг глюкозоид, влияещ върху метаболизма на нуклеините при човека, той е назначен за преподавател („Privatdozent“) през 1900 г. Две години по-късно публикува своя доклад „За синтеза на протеини в животинския организъм“ („Über Eiweisssynthese im Tierkörper“), доказващ, че животните са в състояние да възстановят протеините си от продуктите на разграждане, аминокиселините – съществено откритие в областта на храненето.
През 1902 г. Льови е гост-изследовател в лабораторията на Ърнест Старлинг в Лондон. Там се запознава с Хенри Дейл, с когото остават приятели за цял живот.
През 1903 г. Льови приема назначение в университета в Грац в Австрия, където ще остане до 1938 г., когато е принуден да напусне страната. През 1905 г. той става доцент в лабораторията на Майер и получава австрийско гражданство. През 1909 г. е назначен за председател на катедрата по фармакология в Грац.
През 1908 г. се жени за Гуида Голдшмид (1889 – 1958), с която има трима сина и дъщеря. Той е последният евреин, нает от университета в периода от 1903 г. до края на войната.
През 1921 г. Льови изследва как жизненоважните органи реагират на химична и електрическа стимулация. Той също така установява относителната зависимост на тези органи от хормона адреналин за правилното им функциониране. Вследствие на това разбира как нервните импулси се предават от определени химически вещества. Първият химически невротрансмитер, който той идентифицира, е ацетилхолин.
На 11 март 1938 г. в нощта на германското нашествие в Австрия Льови е арестуван заедно с двама от синовете си. Три месеца по-късно е освободен при условие, че „доброволно“ се откаже от всичките си притежания, включително и от своите изследвания, в полза на нацистите. Първоначално той заминава за Великобритания, където скоро след това му предлагат позицията на гостуващ професор в Брюкселския свободен университет. Льови се мести в САЩ през 1940 г., където става професор в Медицинския колеж на Нюйоркския университет. През 1946 г. става натурализиран гражданин на САЩ. През 1954 г. става чуждестранен член на Британското кралско научно дружество. Умира в Ню Йорк на 25 декември 1961 г.
Малко след смъртта на Льови в края на 1961 г. най-малкият му син предоставя златния Нобелов медал на Кралското научно дружество в Лондон. Нобеловата диплома е предоставена на Университета в Грац в Австрия през 1983 г., където се намира и в момента, заедно с бронзово копие на бюст на Льови. Оригиналът на бюста е в Морската биологична лаборатория в Уудс Хоул, Масачузетс, лятната къща на Льови от пристигането му в САЩ до смъртта му.

## Изследвания
Преди експериментите на Льови не е било ясно дали сигнализирането през синапса е биоелектрично или химично. Фармакологичните експерименти са установили, че физиологичните реакции, като например мускулна контракция, могат да бъдат предизвикани чрез химично приложение, но няма доказателства, че клетките отделят химични вещества, за да предизвикат тези реакции. Напротив, изследователите са показали, че физиологичните реакции могат да бъдат причинени чрез прилагане на електрически импулс, което предполага, че електрическото предаване може да бъде единственият способ за ендогенна сигнализация. В началото на 20 век противоречието дали клетките използват химично или електрическо предаване разделя дори най-видните учени.
Известният експеримент на Льови, публикуван през 1921 г., до голяма степен отговаря на този въпрос. Той прави дисекция на две биещи сърца на жаби: едното със свързан блуждаещ нерв, който контролира сърдечния ритъм, а другото сърце – без този нерв. И двете сърца се поливат с физиологичен разтвор. Чрез електрическо стимулиране на блуждаещия нерв, Льови кара първото сърце да бие по-бавно. След това взима част от физиологичния разтвор, в който е първото сърце, и го прилага към второто сърце. Прехвърлянето на течността кара второто сърце също да забие по-бавно, доказвайки, че някакъв разтворим химикал, който се отделя от блуждаещия нерв, контролира сърдечния ритъм.
Льови нарича неизвестния химикал „вагусщоф“ (Vagusstoff), кръщавайки го на блуждаещия нерв (на английски: vagus nerve) и немската дума за вещество (Stoff). По-късно е установено, че този химикал съответства на ацетилхолина. Експериментът на Льови е емблематичен, защото е първият, който демонстрира ендогенното освобождаване на химическо вещество, което може да предизвика реакция при липса на електрическа стимулация. Това проправя пътя към разбирането, че даването на електрически сигнал (потенциал за действие) причинява химическо събитие (освобождаване на невротрансмитер от синапсите), което в крайна сметка има ефект върху тъканта.
Изследванията на Льови „За увеличаване на отделянето на адреналин от кокаин“ и „За връзката между дигиталиса и действието на калция“ стимулират значително количество изследвания през годините след публикуването им.
Той също така изяснява два механизма от терапевтично значение: блокирането и увеличаването на активността на нервите при употреба на някои лекарства.
Льови е известен и с начина, по който му хрумва идеята за експеримента. В съботата преди Великден през 1921 г. той сънува експеримент, който веднъж завинаги да докаже, че предаването на нервните импулси е химично, а не електрическо. Събужда се, надрасква експеримента върху лист хартия на нощното си шкафче и заспива. На следващата сутрин с ужас установява, че не може да разчете среднощните си драсканици. Льови споделя, че този ден е бил най-дългият ден в живота му, тъй като не е могъл да си спомни съня си. Същата нощ обаче сънува същия сън и този път веднага отива в лабораторията си, за да извърши експеримента. От този момент нататък консенсусът e, че Нобеловата награда става въпрос не на „ако“, а на „кога“.
Тринадесет години по-късно Льови е удостоен с Нобелова награда за физиология или медицина, която споделя със сър Хенри Халет Дейл.